# Sombras (Babylon 5)
Las Sombras son una especie extraterrestre ficticia de la serie de ciencia ficción Babylon 5 o Babilonia 5. Son los principales antagonistas durante dos temporadas de la serie. 

## Origen
Las Sombras son nativas del Planeta Z'ha'dum, el cual abandonaron hace mucho por sus condiciones inhabitables, pero al cual regresan con cierta frecuencia como una muestra de respeto a Lorien, el más antiguo de los Primeros, que habita en su subsuelo. Sin embargo, Z'ha'dum sigue siendo la sede de su imperio y es habitado, no solo por las Sombras, sino por sus servidores como los Drakh.

## Historia
Hace millones de años, y según asegura Lórien, los más antiguos Primeros conocieron a las Sombras y a los Vorlon cuando eran primitivos y los ayudaron a desarrollarse. Las Sombras eran un pueblo guerrero y belicoso que comenzó violentos enfrentamientos con las otras razas vecinas como los Vorlon y los Caminantes, transformándose rápidamente en una potencia galáctica. Aunque fueron derrotadas, siempre mantuvieron una resistencia enorme y fueron muy temidas y respetadas. Se replegaron a su mundo manteniendo una tensa paz con sus vecinos y volviéndose cada vez más sabias. Algunos teorizan que las Sombras temían a los poderes telepáticos de las otras razas, como los Vorlon. 
Hace 10000 años, conforme razas jóvenes comenzaban a desarrollar tecnología y civilización, los Primeros decidieron ceder el espacio a estas razas advenedizas y explorar el Universo. Dos razas se quedaron atrás; los Vorlon y las Sombras, como guías de las razas jóvenes. Al principio hubo equilibrio y cooperación entre ambos, hasta que sus filosofías antagónicas los llevaron al conflicto. La mediación de los Caminantes fue infructífera, y finalmente estalló la guerra.
En el año 1260 del calendario humano, ocurrió la Primera Guerra de las Sombras entre éstas y los Vorlon aliados a diversas razas como minbari y narn. Las Sombras invadieron Narn y lo usaron como base, pero fueron expulsadas por los telépatas narn, que en represalia, fueron extinguidos en el proceso. A pesar de la derrota, las Sombras no fueron erradicadas ya que se escondieron a lo largo de la Galaxia, esperando y acechando. 
Mientras los Vorlon crearon a los telépatas entre distintas razas para ayudarles contra las Sombras, las Sombras crearon a los Tecnomagos, a pesar de que éstos se rebelaron poco después. 
En el año 2259 comienzan los reportes de avistamientos de naves con forma de araña surcando el espacio, lo que alertó a los minbari y los narn que recordaban a las Sombras en sus textos religiosos, como las profecías de Valen y el Libro de G’Quan. En el 2260 las Sombras invitaron a Sheridan a su mundo en un fatuo intento por seducirlo y convertirlo en su aliado. El costo fue altísimo pues Sheridan debió escapar saltando a un abismo, perdiendo su vida. Fue revivido por Lorien, pero a sabiendas de que era una resurrección momentánea que le haría vivir hasta los 60 años –que para aquella época es una edad todavía joven, pues los humanos viven más de 100 años. 
Después de una guerra terrible entre Vorlon y Sombras que destruían planetas enteros bajo influencia del rival, la Guerra de las Sombras terminó en el 2261 en la Batalla de Coriana 6. Las Sombras, junto a los Vorlon, parten fuera de la Galaxia como los otros Primeros y Lórien. 

## Gobierno y Sociedad
Se desconocen los detalles de su sistema político y su estructura social. Tampoco hay datos concretos de si tienen creencias religiosas, aunque si demuestran respeto por Lorien de forma cuasi-religiosa. El principal dato de su conducta social es su filosofía basada en el caos y el conflicto –como el Yang en el Yin Yang-.
Su lengua es impronunciable para otras especies, y su verdadero nombre es una palabra de diez mil letras. 

## Biología
Las Sombras son seres de aspecto arácnido, con muchas patas largas y afiladas, extremidades delanteras similares a las de las mantis religiosas, 14 ojos rojos y redondos, y un caparazón azul-violeta. Es de suponer que las Sombras evolucionaron de una especie de insectos.
Se sabe que son vulnerables a la telepatía, y que ellas mismas no desarrollan poderes telepáticos a diferencia de sus contrapartes, los Vorlon.  Si son capaces de mimetizarse con el ambiente  y son expertos en la mezcla de cuerpos orgánicos con tecnológicos, como lo demostraron creando a los cyborg Tecnomagos. 
Sus naves, como las naves Vorlon, son parcialmente orgánicas y sintientes. Como todos los Primeros, es de suponer que las Sombras están hechas parcialmente de energía y son inmortales.